# Força Expedicionària Italiana
Durant la Primera Guerra Mundial, la Força Expedicionària Italiana (Cos Expedicionari Italià, o en anglès Italian Expeditionary Force, IEF) era una força militar franco-britànica conjunta enviada a Itàlia a l'octubre de 1917.
Després de la batalla de Caporetto (del 24 d'octubre fins al 19 de novembre de 1917), el front italià es va ensorrar. Per a tal d'assegurar que això no conduís a Itàlia a retirar-se de la guerra, els Aliats van organitzar el cos expedicionari italià per reforçar els italians. Tot i que la batalla encara es desenvolupava, el general Luigi Cadorna va invoca l'acord aconseguit en la Conferència de Chantilly de desembre de 1915. Allà, els Aliats havien acordat que si algun dels aliats estigués sota amenaça, els altres aliats el recolzarien. Les primeres tropes franceses van arribar el 27 d'octubre de 1917. Les primeres tropes britàniques els van seguir pocs dies després.
LA IEF estava formada principalment pel 10è Exèrcit Francès, amb l'addició del 12è Cos d'Exèrcit francès. Es van estacionar al voltant de Verona.
La Força Expedicionària Britànica en Itàlia, BEF (I), va quedar sota el comandament del general Herbert Plumer. Les principals unitats de la BEF (I) en les 23a, 41a, 7a, 48a i 5a divisions. No obstant això, la 5a Divisió va tornar a França l'1 de març de 1918, seguida de la 41a Divisió a l'abril.